# Norse legend
Norse legend is de titel van een drietal composities van Frank Bridge. In eerste instantie was het een werkje bedoeld voor viool en piano, voltooid in 1905. Later maakte Bridge een versie voor piano solo. In 1938 arrangeerde hij het originele werk naar een versie voor klein orkest. Die orkestversie is speciaal geschreven voor een van de radioconcerten, waarbij Bridge dirigent was en stond januari 1938 op papier.

## Orkestratie
- 1 dwarsfluit, 1 hobo, 2 klarinetten, 1 fagot
- 2 hoorns, 2 trompetten, 1 trombone
- pauken, 1 man/vrouw percussie, 1 harp
- violen, altviolen, celli, contrabassen

## Discografie
- Uitgave Chandos: BBC National Orchestra of Wales o.l.v. Richard Hickox, een opname uit 2002